# Цифровой поток E1
E1 — стандарт цифровой передачи данных, соответствующий первичному уровню европейского стандарта PDH. Является результатом развития американского T1, в отличие от которого имеет 32 канала — 30 каналов для голоса или данных и 2 канала для сигнализации (30B+D+H). Каналы разделяются по времени. Каждый из 32 каналов имеет пропускную способность 64 кбит/с; таким образом, общая пропускная способность E1 — 2048 кбит/с (2048000 бит/c).
Один из каналов сигнализации служит для синхронизации оконечного оборудования, другой — для передачи данных об устанавливаемых соединениях.

## Технические характеристики
На физическом уровне характеристики интерфейса E1 соответствуют стандарту ITU-T G.703.
Основные рабочие характеристики интерфейса:
- Номинальная битовая скорость 2048 кбит/c
- Частота тактового генератора 2048000±20 Гц (относительная стабильность частоты {\displaystyle \pm 10\times 10^{-6}})
- Схема кодирования HDB3 (двуполярная высокоплотная схема)
- Отдельные линии приёма и передачи:
  - По одному коаксиальному кабелю на приём и передачу (сопротивление — 75 Ом)
  - По одной симметричной витой паре на приём и передачу (сопротивление — 120 Ом)

Использование классического кабеля UTP cat5e (сопротивление 85-115 Ом) не предусмотрено стандартом, однако это возможно, пока вклад рассогласования по сопротивлению меньше способности оборудования фильтровать шумы.

## Структура потока

Структура потока E1

Передаваемые по линии E1 данные организованы в кадры (англ. frame). Формат кадра E1 показан на рисунке, где кадры называются циклами. Использование именно 16 кадров не обязательно, но рекомендовано для некоторых типов сигнализаций.

### Формат кадров
Каждый кадр E1 содержит 256 бит, разделённых на 32 временных интервала (тайм-слота, на рисунке — канальные интервалы, КИ) по 8 бит в каждом и содержащих передаваемые данные одного канала. Скорость передачи составляет 8 000 кадров в секунду и, следовательно, для каждого канала данных обеспечивается полоса 64 кбит/с. Число доступных пользователю тайм-слотов составляет от 0 до 31, в зависимости от сигнализации, чаще всего 30 (слот 0 зарезервирован для служебной информации, слот 16 рекомендован, но не обязателен для служебной информации). Соответственно для передачи данных и голоса могут использоваться слоты с 1 по 31.
Чтобы корректно демультиплексировать принимаемые данные, приёмник должен знать, где начинается каждый кадр. Для этого служит специальный синхросигнал (FAS, англ. frame alignment signal). Он представляет собой фиксированную комбинацию из семи битов (0011011), передаваемых в первом временном интервале чётных кадров.
В каждом кадре без FAS (нечётные кадры) нулевой тайм-слот содержит вспомогательную информацию:
- Бит 1 служит для передачи дискретной информации.
- Бит 2 всегда имеет значение «1» и используется в алгоритмах выравнивания кадров.
- Бит 3, RAI (англ. remote alarm indication), используется для индикации удалённой тревоги и сообщает на другой конец канала, что в локальном оборудовании потеряна синхронизация или отсутствует входной сигнал.
- Остальные биты, обозначаемые Sa4 — Sa8, предназначены для использования в отдельных странах. Эти биты доступны для пользователей на основе соглашения о значении битов. Оборудование с агентами SNMP может использовать биты Sa4 — Sa8 для управления в пределах основной полосы (in-band). Общая полоса, выделяемая для этих битов (включая Sa4), составляет 4 кбит/с.

### Мультикадры
Для расширения объёма полезной информации без расширения полосы кадры организуются в более крупные структуры — мультикадры (англ. multiframes).
В общем случае используются мультикадры двух типов:
- 256N содержит 2 кадра (один чётный и один нёчетный). Мультикадры 256N используются в основном там, где пользователям доступен тайм-слот 16. В этом режиме максимальное число временных интервалов для передачи полезной информации составляет 31 (максимальная полезная полоса — 1984 кбит/с). Для систем, использующих сигнализацию CCS (англ. common-channel signaling, общая сигнализация), в тайм-слоте 16 часто передается информация CCS.
- 256S содержит 16 кадров. Мультикадры 256S используются в основном там, где тайм-слот 16 служит для сквозной передачи сигналов с использованием CAS (англ. Channel Associated Signaling). CAS обычно используется на соединениях, служащих для передачи голосовой информации. В этом режиме максимальное число доступных тайм-слотов составляет 30 (максимальная скорость — 1920 кбит/с).

Мультикадры 256S требуют использования специальных последовательностей выравнивания MAS (англ. Multiframe Alignment Sequence), передаваемых в тайм-слоте 16, вместе с битом Y, который сообщает о потере выравнивания мультикадров. Как показано на рисунке, для каждого канала доступны четыре сигнальных бита (A, B, C и D), что обеспечивает возможность сквозной передачи четырёх состояний сигнала. Каждый кадр мультикадра передает сигнальную информацию двух каналов.

## Использование CRC-4
Когда режим CRC-4 включён, кадры произвольным образом группируются по 16 (эти группы называются мультикадрами CRC-4 и никак не связаны с 16-кадровыми мультикадрами 256S, описанными выше). Мультикадр CRC-4 всегда начинается с кадра, содержащего синхросигнал (FAS). Структура мультикадра CRC-4 идентифицируется шестибитовым сигналом выравнивания мультикадра CRC-4 (англ. multiframe alignment signal), который мультиплексируется в бит 1 нулевого тайм-слота каждого четного (0, 2, 4, 6 — первого блока цикла и 8, 10, 12, 14 — второго блока цикла) кадра в мультикадре (до 11 кадров мультикадра CRC-4). Каждый мультикадр CRC-4 делится на две части (англ. submultiframe) по восемь кадров (2048 битов) в каждой.
Детектирование ошибок осуществляется за счет вычисления четырёхбитовой контрольной суммы каждого блока в 2048 битов (submultiframe). Четыре бита контрольной суммы данной части мультикадра побитно мультиплексируются в бит 1 нулевого тайм-слота каждого четного кадра следующей части (submultiframe).
На приёмной стороне контрольная сумма рассчитывается заново для каждой части мультикадра и полученное значение сравнивается с переданной контрольной суммой (она содержится в следующей части мультикадра). Результат передаётся в двух битах, мультиплексируемых в бит 1 нулевого тайм-слота кадров 13 и 15 мультикадра CRC-4. Число ошибок суммируется и используется для подготовки статистики передачи.

## Базовый сигнал
Базовый сигнал линии E1 кодируется с использованием модуляции HDB3 (англ. High-Density Bipolar order 3 encoding). Формат модуляции HDB3 является развитием метода AMI (англ. Alternate Mark Inversion, поочерёдное инвертирование).
В формате AMI «единицы» передаются как положительные или отрицательные импульсы, а «нули» — как нулевое напряжение. Формат AMI не может передавать длинные последовательности нулей, поскольку такие последовательности не позволяют передать сигналы синхронизации.
Правила модуляции HDB3 снимают ограничение на длину максимальной последовательности нулей (протяженность трёх импульсов). В более длинные последовательности на передающей стороне вставляются ненулевые импульсы. Чтобы обеспечить на приёмной стороне детектирование и удаление лишних импульсов, для восстановления исходного сигнала используются специальные нарушения биполярности (bipolar violations) в последовательности данных. Приёмная сторона воспринимает такие нарушения как часть строки «нулей», удаляя лишнее из сигнала.
Нарушения биполярности, которые не являются частью строки подавления нулей HDB3, рассматриваются как ошибки в линии и считаются отдельно для получения информации о качестве связи в тех случаях, когда функция CRC-4 не используется.

## Условия тревоги
Чрезмерная частота ошибок.
Частота возникновения ошибок определяется по сигналам выравнивания кадров. При числе ошибок более 10−3, которое сохраняется от 4 до 5 секунд, подается сигнал тревоги, снимаемый после удержания числа ошибок не более 10−4 в течение 4 — 5 секунд.
Потеря выравнивания кадров (или потеря синхронизации).
Этот сигнал подается при наличии слишком большого числа ошибок в сигнале FAS (например, 3 или 4 ошибки FAS в последних 5 кадрах). Сигнал потери выравнивания сбрасывается при отсутствии ошибок FAS в двух последовательных кадрах. Сигнал потери выравнивания передается путём установки бита A (см. рисунок).
Потеря выравнивания мультикадра (используется для мультикадров 256S).
Этот сигнал передается при обнаружении слишком большого числа ошибок в сигнале MAS. Сигнал передается за счет установки бита Y (см. рисунок).
Сигнал тревоги (AIS).
Сигнал AIS (Alarm Indication Signal) представляет собой некадрированный сигнал «все единицы», используемый для поддержки синхронизации при потере входного сигнала (например, условие тревоги в оборудовании, поддерживающем сигнал в линии). Отметим, что оборудование, получившее сигнал AIS, теряет синхронизацию кадров.